# Castèuvièlh (Var)
Castèuvièlh (en francès Châteauvieux) és un municipi francès situat al departament del Var i a la regió de Provença – Alps – Costa Blava.

## Demografia
| 1962                                       | 1968 | 1975 | 1982 | 1990 | 1999 | 2006 |
| ------------------------------------------ | ---- | ---- | ---- | ---- | ---- | ---- |
| 20                                         | 26   | 26   | 34   | 46   | 73   | 68   |
| Des de 1962: població sense dobles comptes |      |      |      |      |      |      |

## Administració
| Període   | Identitat         | Partit |
| --------- | ----------------- | ------ |
| 1963-1988 | Ernest Pelissier  |        |
| 1988-1989 | Gabriel Michel    |        |
| 1989-2001 | Jean Mozzi-Ravel  |        |
| 2001-2008 | Raymond Lambert   |        |
| 2008-     | Pascal Fornaresio |        |